# Kim Dae-wook
Kim Dae-wook (23 novembre 1987) è un calciatore sudcoreano, difensore dell'Auckland City Football Club.

## Carriera
Al Mondiale per club del 2016 segna un gol di testa con la maglia dell'Auckland City contro il kashima Antlers, partita finita per 2-1 per il Kashima Antlers.